# Население Красноярска
Население Красноярска во втором десятилетии XXI века характеризуется динамичным ростом, увеличиваясь как за счёт естественного, так и за счёт миграционного прироста. В результате взаимодействия этих двух факторов в 2012 году Красноярск вошёл в число городов-миллионников Российской Федерации, хотя в истории города был период когда численность населения быстро сокращалась. Преодолеть негативные тенденции 1990-х годов городу помогла более благоприятная половозрастная структура населения Красноярского края: в советское время сибирские и дальневосточные регионы были значительно омоложены миграцией из европейской части страны. В настоящее время Красноярск является одним из трёх городов-миллионников Сибири, а также самым быстрорастущим городом-миллионником РФ. Анализ миграционных данных за 2014 год показал что положительное миграционное сальдо края в 2014 составляло менее одной тысячи человек, в то время как положительный миграционных прирост Красноярска превысил двенадцать тысяч. Таким образом, город является привлекательным в основном для внутрирегиональных мигрантов: Красноярская агломерация продолжает стягивать население с периферии края. Согласно обновлённому генплану, население самого Красноярска к 2033 году должно увеличиться до 1,3 млн человек. В 2014 году таковым было население всей агломерации.

## История
Демографической особенностью Красноярска является то, что этот город является самым многолюдным из старинных русских городов Зауралья. Другие древние русские города Сибири со временем либо исчезли (в Якутии), либо (как в случае с Тобольском или Охотском) были оттеснены на второй план более современными мегаполисами. Тем не менее, этому острогу, основанному в 1628 году, понадобилось более двух с половиной веков, чтобы уверенно перешагнуть отметку в 3 тыс. жителей.

## Динамика численности населения
| 1856       | 1897       | 1923       | 1926       | 1931       | 1933       | 1937       | 1939       | 1956       |
| ---------- | ---------- | ---------- | ---------- | ---------- | ---------- | ---------- | ---------- | ---------- |
| 6400       | ↗26 700    | ↗59 258    | ↗69 311    | ↗82 811    | ↗101 500   | ↗170 590   | ↗189 977   | ↗328 000   |
| 1959       | 1962       | 1967       | 1970       | 1973       | 1975       | 1976       | 1979       | 1982       |
| ↗412 375   | ↗465 000   | ↗576 000   | ↗648 113   | ↗707 000   | ↗758 000   | →758 000   | ↗796 305   | ↗833 000   |
| 1985       | 1986       | 1987       | 1989       | 1990       | 1991       | 1992       | 1993       | 1994       |
| ↗877 000   | →877 000   | ↗899 000   | ↗912 445   | ↘877 000   | ↗924 000   | ↗925 000   | ↘919 000   | ↘914 000   |
| 1995       | 1996       | 1997       | 1998       | 1999       | 2000       | 2001       | 2002       | 2003       |
| ↘869 000   | ↗871 000   | ↗874 000   | ↗875 000   | ↗877 800   | ↘875 500   | ↗875 700   | ↗909 341   | ↘909 300   |
| 2004       | 2005       | 2006       | 2007       | 2008       | 2009       | 2010       | 2011       | 2012       |
| ↗912 800   | ↗917 200   | ↗920 900   | ↗927 200   | ↗936 400   | ↗947 801   | ↗973 826   | ↗973 900   | ↗997 316   |
| 2013       | 2014       | 2015       | 2016       | 2017       | 2018       | 2019       | 2020       | 2021       |
| ↗1 016 385 | ↗1 035 528 | ↗1 052 218 | ↗1 066 934 | ↗1 082 933 | ↗1 090 811 | ↗1 095 286 | ↘1 093 771 | ↗1 187 771 |
| 2023       | 2024       | 2025       |            |            |            |            |            |            |
| ↗1 196 913 | ↗1 205 473 | ↗1 211 756 |            |            |            |            |            |            |

Национальный состав
По результатам всероссийской переписи 2010 года:
| Народ                                        | Численность чел. | % от указавших нац. |
| -------------------------------------------- | ---------------- | ------------------- |
| русские                                      | 861 855          | 91, 96 %            |
| украинцы                                     | 9610             | 1, 02 %             |
| татары                                       | 9466             | 1, 01 %             |
| азербайджанцы                                | 7039             | 0, 75 %             |
| армяне                                       | 6714             | 0, 72 %             |
| киргизы                                      | 6274             | 0, 67 %             |
| таджики                                      | 4310             | 0, 46 %             |
| узбеки                                       | 4266             | 0, 45 %             |
| немцы                                        | 4101             | 0, 44 %             |
| белорусы                                     | 3325             | 0, 35 %             |
| другие национальности                        | 20 224           | 2, 16 %             |
| всего указавших национальность               | 937 184          | 100, 00 %           |
| всего населения городского округа Красноярск | 974 591          |                     |